# Lijst van Belgische adelsverheffingen 2015
Personen die in 2015 in de Belgische adel werden opgenomen en een adellijke titel verkregen.
Ter gelegenheid van de Nationale feestdag van België op 21 juli 2015 werden Belgische adelsverheffingen op 17 juli 2015 bekendgemaakt.
De lijst werd bekendgemaakt door vice-eersteminister en minister van buitenlandse zaken Didier Reynders, op wiens voordracht de benoemingen bij Koninklijk Besluit (KB) van 8 juli 2015 zijn gebeurd.
De adelsverheffing bij KB is slechts virtueel. Om effectief te worden moeten de begunstigden een adelbrief ter ondertekening aan de koning en de minister voorleggen. De datum van deze ondertekening is de datum waarop de adelsverheffing of de toekenning van een titel van kracht worden.

## Graaf
- Herman Van Rompuy (1947), erfelijke adel met de persoonlijke titel graaf.

## Barones
- jonkvrouw Fabienne Claire Nothomb, bekend als Amélie Nothomb (°1966), persoonlijke titel barones.
- Bénédicte Frankinet (°1951), ambassadeur, persoonlijke adel met de titel barones.
- Hilde Laga (°1956), advocaat, hoogleraar, persoonlijke adel met de titel barones.

## Baron
- Jean Bourgain (°1954), wiskundige, hoogleraar, erfelijke adel met de persoonlijke titel baron.
- Peter Carmeliet (°1959), arts, hoogleraar, erfelijke adel met de persoonlijke titel baron.
- François Cornelis (°1949), industrieel, ingenieur, erfelijke adel met de persoonlijke titel baron.
- Koenraad Debackere (°1961), hoogleraar, bugerlijk ingnieur, erfelijke adel met de persoonlijke titel baron.
- Pierre-Alain De Smedt (°1944), handelsingenieur, industrieel, erfelijke adel met de persoonlijke titel baron.
- Marc Henneaux (°1955), fysicus, hoogleraar, erfelijke adel met de persoonlijke titel baron.
- Karel Pinxten (°1952), minister, burgemeester, Europees ambtenaar, erfelijke adel met de persoonlijke titel baron.

## Ridder
- François Glorieux (°1932), pianist, componist, erfelijke adel met de persoonlijke titel ridder.
- Albert Vandervelden (°1952), antiquair, mecenas, erfelijke adel met de persoonlijke titel ridder.
- Jean Van Hamme (°1939), romancier en scenarist, erfelijke adel met de persoonlijke titel ridder.